# Industrial Workers of the World

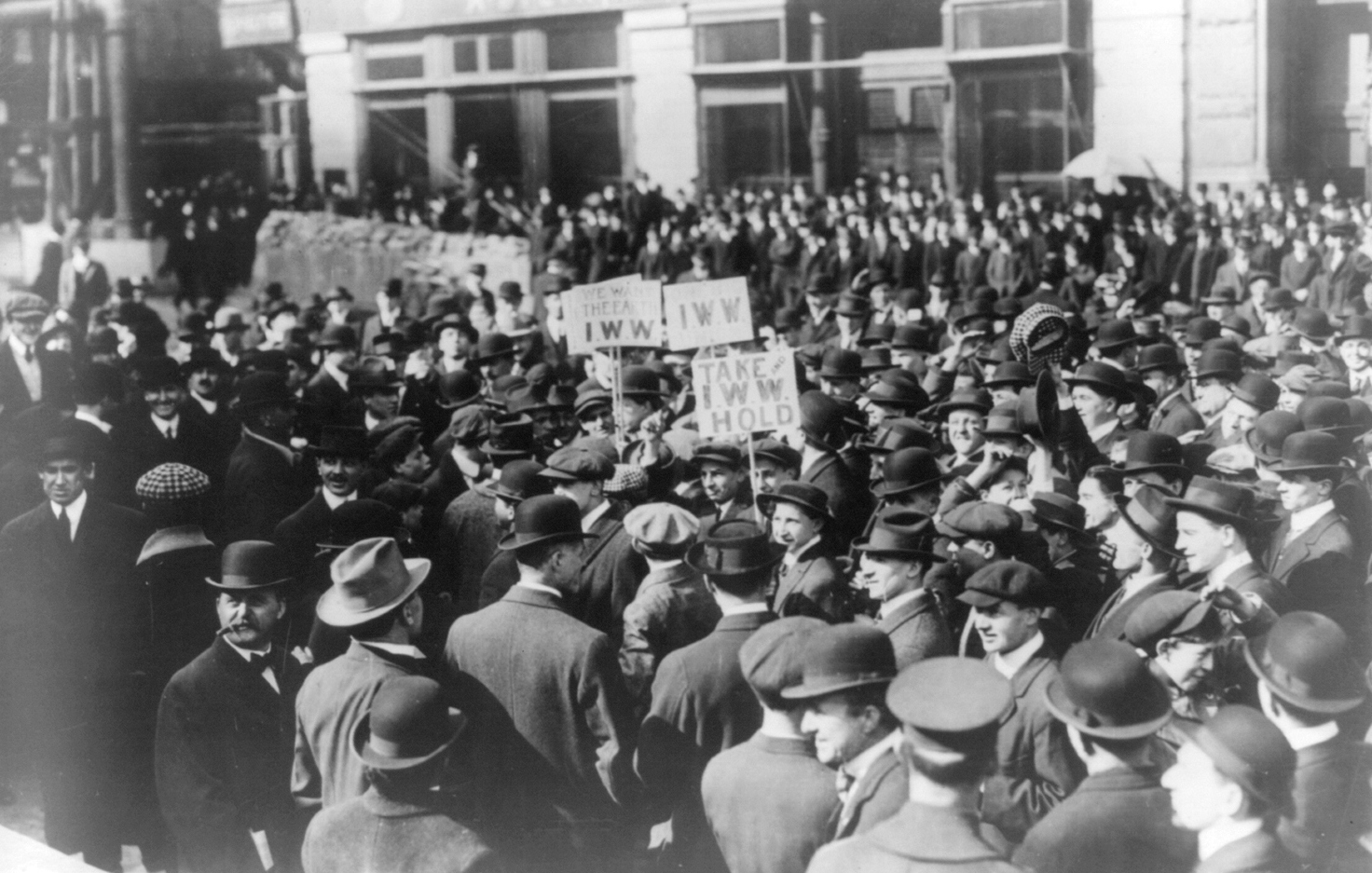
Manifestación de la IWW en 1914, Nueva York

Industrial Workers of the World —Trabajadores Industriales del Mundo— (IWW o los Wobblies) es un sindicato seguidor de la teoría sindicalista revolucionaria (democracia laboral y autogestión obrera), que tiene su origen en Estados Unidos, aunque también está presente en otros países como Alemania, Austria, Suiza, Bélgica, Grecia, Islandia, Lituania, Canadá, Australia, Irlanda y el Reino Unido. Históricamente también estuvo en México, Chile y Japón. Sus años más famosos e influyentes van desde 1905 hasta que fueron fuertemente reprimidos por los ataques gubernamentales conocidos como las "Palmer Raids" en la década de 1920. Fue reactivado décadas después, en la década de 1960, y en el siglo XXI ha experimentado un importante crecimiento.
A pesar de que esta federación de sindicatos es originaria y tiene su mayor presencia tanto en EE. UU. como en Canadá, la organización tiene una política de carácter internacional que permite establecer secciones y federaciones en el resto del mundo. A sus afiliados se les ha conocido históricamente como los wobblies. Su característica original, para los tiempos de su fundación, fue su estructura orgánica basada en sindicatos de industria, de allí su nombre.

## Origen
El sindicato IWW fue fundado en junio de 1905 en Chicago en una convención de 200 socialistas, anarquistas y sindicalistas revolucionarios de todos los Estados Unidos, principalmente de la Western Federation of Miners, opositores de las políticas de la American Federation of Labor (AFL). La convención tuvo lugar el 27 de junio de ese año, y se la llamó como el "Industrial Congress" o la "Industrial Union Convention"; más tarde se la conocería como la First Annual Convention of the IWW (Primera Convención Anual de la IWW). Este ha sido considerado uno de los sucesos más importantes en la historia del sindicalismo obrero industrial y del movimiento laboral americano en general.
Entre los primeros organizadores de la IWW se encontraban Bill Haywood, Daniel De León, Eugene V. Debs, Thomas J. Hagerty, Lucy Parsons, Mary Harris Jones, William Trautmann, Vincent Saint John, Ralph Chaplin y muchos otros.
La finalidad de la IWW era promover la solidaridad obrera en la lucha revolucionaria contra la patronal; su lema era "una ofensa a uno es un ataque a todos" (an injury to one is an injury to all). En particular, la IWW fue organizada debido al convencimiento de muchos de sindicalistas, socialistas, anarquistas y radicales de que la AFL no sólo había fracasado en organizar efectivamente a la clase obrera norteamericana, ya que solo el 5% de todos los trabajadores estaban sindicalizados en 1905, sino también porque los estaban organizando según los estrechos principios de los artesanos. Los Wobblies creían que todos los trabajadores deberían organizarse como una clase, filosofía que todavía se ve reflejada en el Preámbulo de la actual constitución de la IWW:

La clase obrera y la clase de los empleadores no tienen nada en común. No habrá paz mientras el hambre y las necesidades estén presentes entre los millones de trabajadores, y unos pocos que conforman la clase de los patrones, tengan todas las cosas buenas de la vida. Entre estas dos clases la lucha continuará hasta que los trabajadores del mundo se organicen como una clase, tomen posesión de los medios de producción, acaben con el sistema salarial y vivan en armonía con la Tierra. (...) En lugar del lema conservador, "Un día de paga por un día de trabajo", escribiremos en nuestra bandera el santo y seña revolucionario "Abolición del sistema salarial". Suprimir el capitalismo es la histórica misión de la clase obrera.

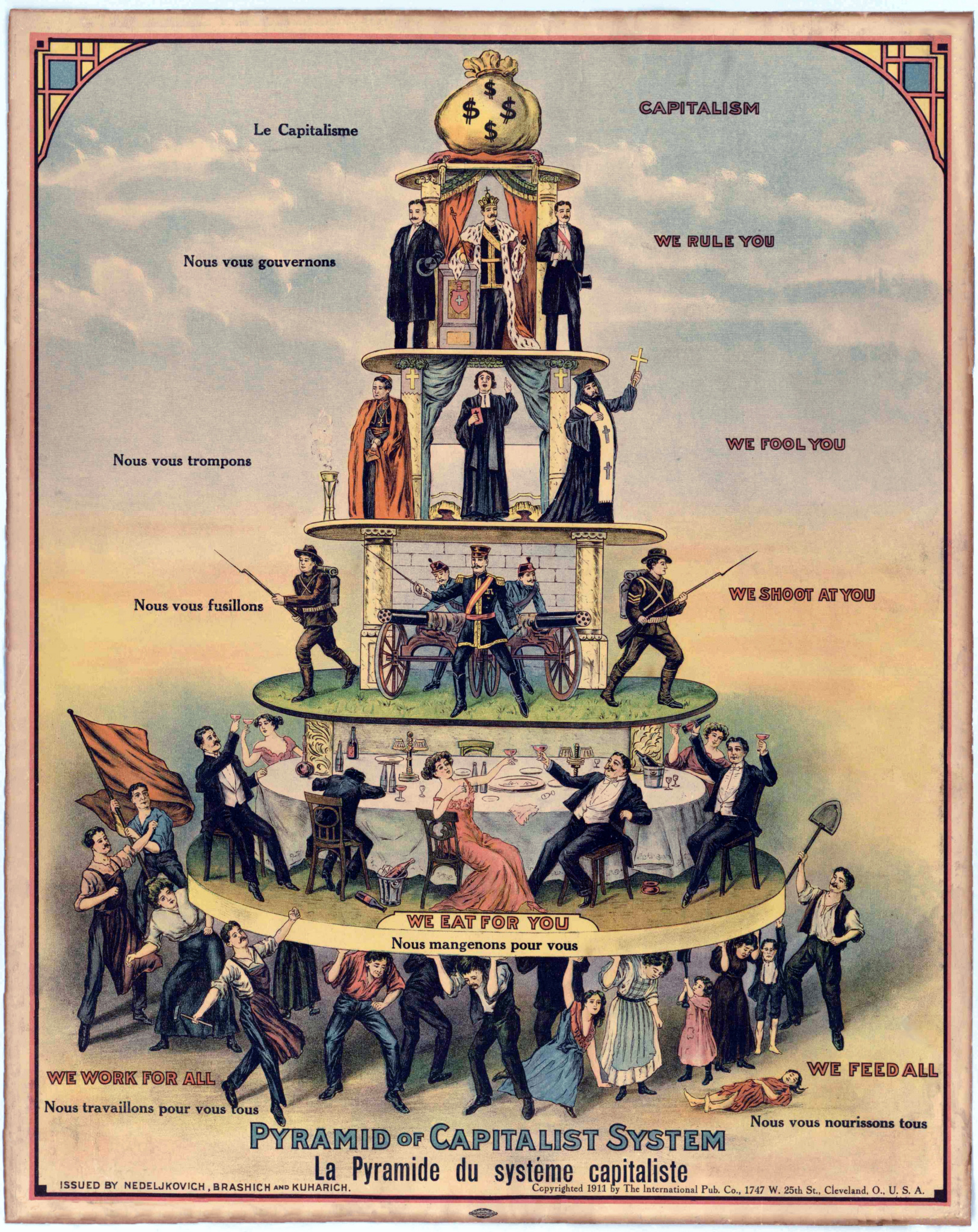
Póster de la IWW de 1911.

Los Wobblies se diferenciaban de otros movimientos sindicales de su época por promover el unionismo industrial, oponiéndolo al sindicato de oficio de la American Federation of Labor. La IWW enfatizaba el sindicalismo de base, como opuesto a la acumulación de poder de los líderes que negociaría con los patrones en nombre de los trabajadores. Esto se manifestaba en los tempranos rechazos de la IWW a firmar acuerdos, que sentían les restringirían a los trabajadores el verdadero poder que poseían: el poder de la huelga. Aunque nunca pudieron desarrollarla detalladamente, los Wobblies imaginaban que la huelga general era el medio último por el que el sistema salarial sería eliminado y un nuevo sistema económico daría comienzo, privilegiando al pueblo sobre el interés económico, y la cooperación sobre la competición.
Una de las más importantes contribuciones de la IWW al movimiento obrero y los movimientos en pos de la justicia social fue que, cuando se fundó, era el único sindicato americano que (además de los Knights of Labor) incluyó a todos los trabajadores sin distinción, es decir, mujeres, inmigrantes y afroamericanos en la misma organización. De hecho, muchos de sus primeros miembros fueron inmigrantes, y algunos como Carlo Tresca, Joe Hill y Mary Jones, adquirieron relevancia en el liderazgo. Los finlandeses conformaron una buena parte de los miembros inmigrantes. "Posiblemente, el número de finlandeses pertenecientes a la IWW estaba entre los 5 y 10.000 asociados." La IWW tenía un periódico en lengua finesa llamado Industrialisti, publicado en Duluth, Minnesota, que llegó a una tirada de 10 000 ejemplares. Otra publicación en finés de los Wobblys fue el mensuario Tie Vapauteen ("Camino a la Libertad"). Notable fue también la escuela en ese idioma en Duluth, el Work People's College y también el Finnish Labour Temple en Port Arthur, Ontario, sede de la IWW en el Canadá por algunos años. Otro ejemplo del compromiso de la organización con la igualdad social fue el Local 8, una rama de los estibadores en Filadelfia, uno de los mayores puertos de la nación de la época. Liderado por el afroamericano Ben Fletcher, Local 8 tenía más de 5000 miembros, la mayoría afroamericanos, además de unos 1000 inmigrantes (principalmente lituanos y polacos), americanos de origen irlandés y otros.
La IWW era duramente criticada y condenada por los políticos y por la prensa, que la veían como una amenaza al sistema de mercado así como un intento de monopolizar al movimiento obrero en un tiempo en que esas acciones eran vistas como un intento de controlar la libertad de mercado. Los dueños de fábricas utilizaron medios tanto no-violentos (enviando a bandas musicales miembros del Ejército de Salvación para tapar la voz de los oradores en los mítines), como violentos (atacando con matones sus mítines). Los integrantes de la IWW eran frecuentemente arrestados y muchas veces fueron asesinados por su militancia pública, aunque su persecución solo alentaba a sus miembros a incrementar su activismo.

## Historia
Como muchas otras organizaciones de izquierda de la época, la IWW se encontraba dividida sobre la política. En 1908 un grupo liderado por Daniel De León sostuvo que la acción política a través del Socialist Labor Party era la mejor manera de alcanzar los objetivos de la IWW. La otra facción, liderada por Vincent Saint John, William Trautmann, y Big Bill Haywood, creía que la acción directa en forma huelga, propaganda, y boicot  era preferible para alcanzar los objetivos de los trabajadores; ellos se oponían al arbitraje y a la afiliación política. La facción de Haywood prevaleció, y De León y sus partidarios abandonaron la organización.

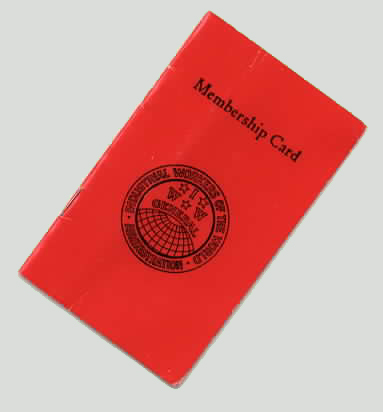
Una libreta perteneciente a un miembro de la IWW.

La IWW atrajo la atención general por primera vez en Goldfield, Nevada en 1906 durante la huelga de la Pressed Steel Car Company en McKees Rocks, Pensilvania durante 1909. La fama que adquirió posteriormente la ganó poco después, con su insistencia en aplicar la total libertad de expresión. En la ciudad de Spokane, Washington estaban prohibidos por la ley los mítines y manifestaciones callejeras, y por lo que se arrestó a Elizabeth Gurley Flynn, una organizadora wobbly, por no hacer caso de la ordenanza. La respuesta fue simple, pero efectiva: cuando un compañero fue arrestado por realizar un discurso, grandes cantidades de personas se acercaron al lugar e invitaron a las autoridades a arrestarlos a ellos también, hasta que se tornó demasiado costoso para las arcas del municipio. En Spokane, más de 500 personas terminaron presas y hubo cuatro fallecidos. La táctica de "luchar por la libertad de expresión" para popularizar la causa y conservar el derecho a organizarse abiertamente fue efectivamente usada en Fresno, Aberdeen (estado de Washington), y otras localidades. En San Diego, aunque no había una campaña organizada, la contraofensiva patronal no se hizo esperar, actuando por medio de la brutalidad policial.

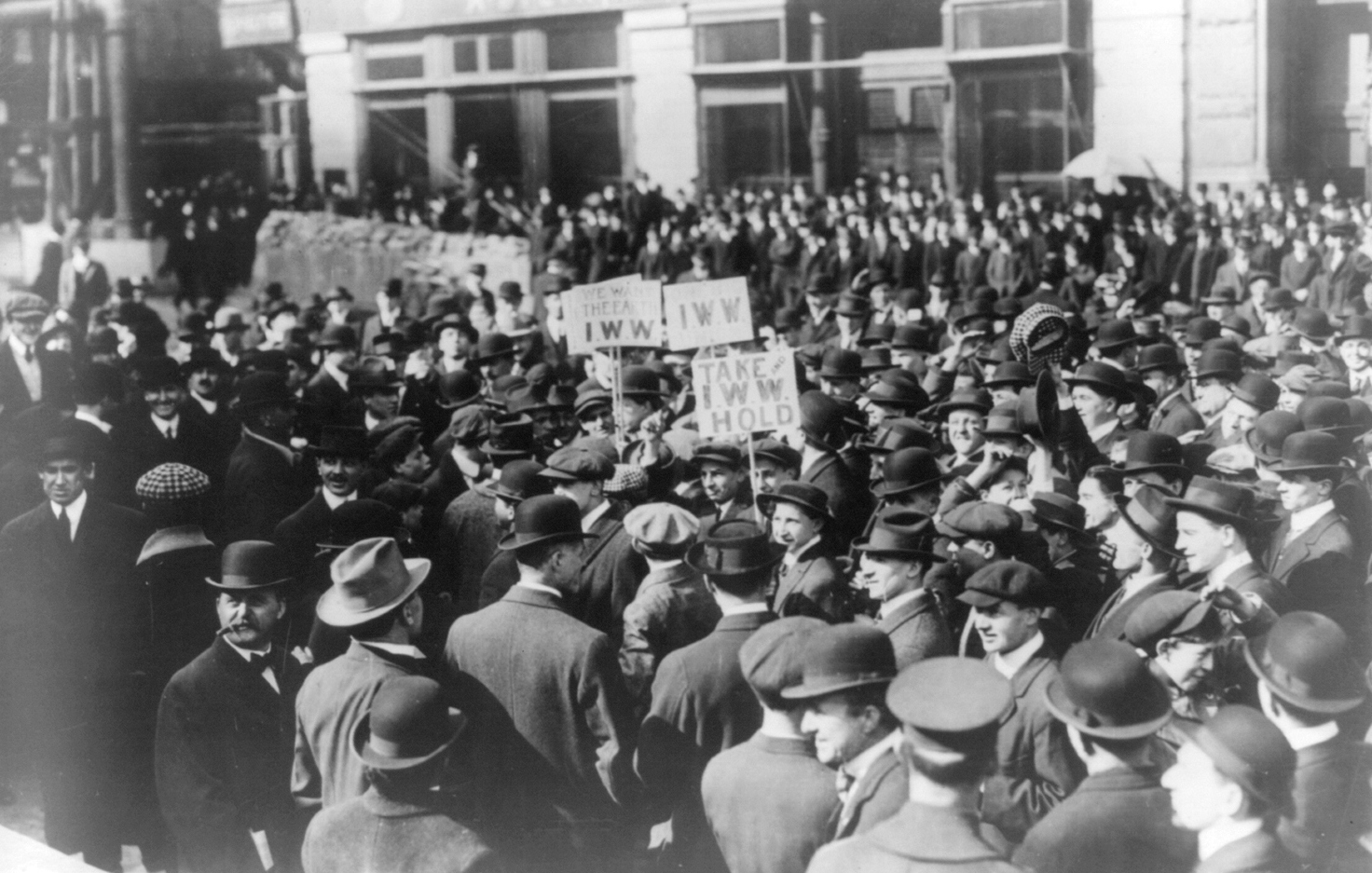
Una manifestación de la IWW en Nueva York, 1914.

En 1912 la organización había alcanzado unos 50 mil miembros, concentrados en el Noroeste, entre los portuarios, trabajadores agrícolas en los estados centrales, y en las industrias textiles y en la zona minera. La IWW organizó unas 150 huelgas, entre las cuales figuran la huelga textil de Lawrence (1912), la huelga de la sedería Paterson de 1913 y la huelga de las metalúrgicas Mesabi en 1916. También estuvo involucrada en los disturbios de trabajadores agrícolas por mejores condiciones de trabajo, conocidos como Wheatland Hop Riot, del 3 de agosto de 1913.
Entre 1915 y 1917, la Agricultural Workers Organization (AWO) de la IWW organizó cientos de miles de trabajadores migratorios (trabajadores golondrina) de la agricultura en el centro y oeste de los EE. UU. Durante esa época la IWW se convirtió en sinónimo de "vagabundo"; los trabajadores migratorios no podían permitirse otro medio de transporte que viajar en los vagones vacíos de los trenes de carga. Los miembros de la IWW solían entremezclarse con ellos. Los obreros solían obtener mejores condiciones de trabajo utilizando la acción directa en el punto de producción, y accionado "en el lugar de trabajo", desacelerando la velocidad del trabajo intencionalmente, para presionar a los patrones. Gracias al accionar organizador de la IWW, las condiciones laborales de los trabajadores migratorios mejoraron notoriamente.
Basándose en el éxito de la AWO, la Lumber Workers Industrial Union (LWIU) de la IWW, utilizó tácticas similares para organizar a los leñadores y otros trabajadores de los aserraderos, en la zona sur y noroeste del país y en el Canadá, entre 1917 y 1924. La huelga maderera de 1917 abrió el camino a obtener la jornada laboral de 8 horas, y mejoró las condiciones de trabajo en la región noroeste.
Desde 1913 hasta mediados de la década de 1930, la Marine Transport Workers Industrial Union de la IWW, luchó para ser reconocida en el mismo nivel que los sindicatos de la AFL. La solidaridad internacional obtenida gracias a la cantidad de inmigrantes que integraban la IWW, hizo posible el éxito. Como arriba se señaló, el Local 8 que lideraba Ben Fletcher, en los puertos de Filadelfia y Baltimore tenía gran cantidad de miembros afroamericanos, pero incluía otros dirigentes de origen extranjero, como el suizo Waler Nef, el marinero español Manuel Rey, Jack Walsh y E.F. Doree. La IWW también tenía presencia en las zonas portuarias de Boston, Nueva York, Nueva Orleans, Houston, San Diego, Los Ángeles, San Francisco, Eureka, Portland, Tacoma, Seattle, Vancouver así como en puertos del Caribe, México, América del Sur, Australia, Nueva Zelanda, Alemania y otros países. Los miembros de la IWW tuvieron una participación en la huelga general de San Francisco en 1934 y en otras campañas de organización y afiliación dentro de la International Longshoremen's Association a lo largo de la costa oeste.
Los wobblies también jugaron un papel en las huelgas sentadas y en otros actos organizados de la United Auto Workers durante la década de 1930, particularmente en Detroit, aunque nunca alcanzaron una presencia destacable allí.
A pesar de triunfar en muchos conflictos, a la IWW le resultaba difícil sacar provecho de sus logros. La organización despreciaba el alcanzar acuerdos colectivos de trabajo con los patrones, prefiriendo una lucha constante en los lugares de empleo contra la clase empresarial. Esta táctica de acción revolucionaria contra los patrones terminó demostrándose infructuosa; en Lawrence, la IWW fue perdiendo progresivamente sus cuadros sindicales, debido a que la patronal desgastaba la resistencia de los empleados, y poco a poco fue eliminando a los miembros más entusiastas de la IWW.

### Represión gubernamental

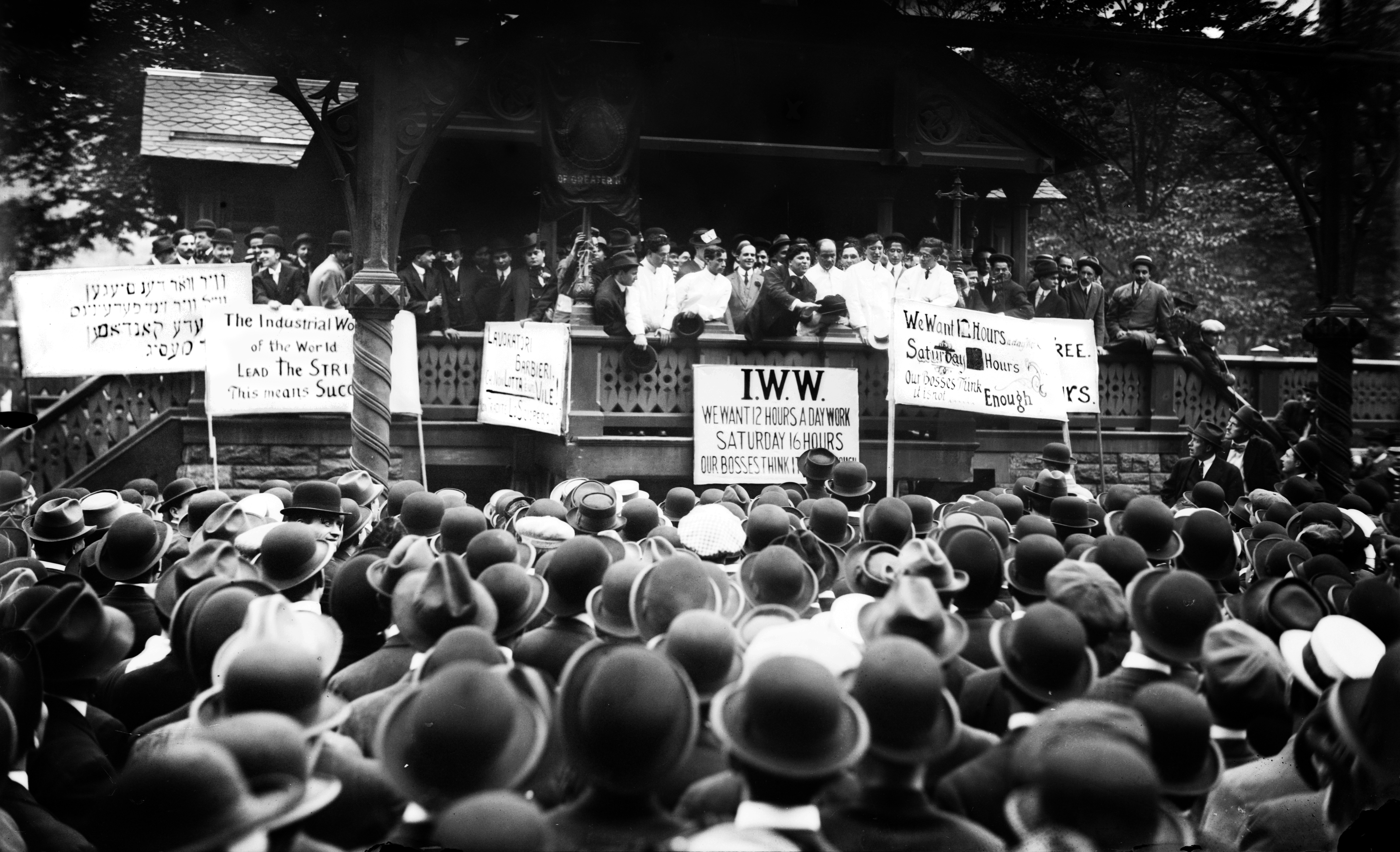
Joseph J. Ettor, que fue arrestado en 1912, dando un discurso a los barberos en huelga.

Los esfuerzos de la IWW se encontraron con una violenta reacción gubernamental a todos los niveles, de las gerencias empresariales y sus infiltrados, y ciudadanos voluntarios actuando como vigilantes e informantes. En 1914, Joe Hill (Joel Hägglund) fue acusado de asesinato, a pesar de que la evidencia no era concluyente, fue ejecutado por el estado de Utah en 1915. El 5 de noviembre de 1916 en Everett, Washington, un grupo de agentes enviados por empresarios liderados por el Sheriff Donald McRae atacaron a los wobblies en lo que se conoció como la masacre de Everett en el buque "Verona", asesinando al menos a 5 miembros del sindicato y quedando otros seis desaparecidos, de los que se sospecha también resultaron muertos. Dos integrantes de las fuerzas policiales, un oficial en actividad y uno de la reserva de la National Guard, murieron por los disparos de sus colegas.
Muchos miembros de la IWW se opusieron a la participación de los Estados Unidos en la Primera Guerra Mundial. La organización aprobó una resolución contra la guerra en noviembre de 1916. Esta se basaba en lo expresado en la convención fundacional de la IWW, donde se afirmaba que la guerra significaba una lucha entre los capitalistas para ver quien se volvía más rico, mientras que a los pobres trabajadores solo les esperaba morir a manos de otros trabajadores.
El periódico de la IWW, el Industrial Worker, escribió poco antes de la intervención de los EE. UU. en la guerra: "Capitalistas, de América, ¡combatiremos contra ustedes, y no por ustedes! No hay poder en el mundo que pueda hacer combatir a la clase trabajadora si esta se rehúsa a hacerlo". Cuando la declaración de guerra fue aprobada por el Congreso de los Estados Unidos en abril de 1917, el secretario general y tesorero de la IWW, Bill Haywood, consideró que la organización debería adoptar un bajo perfil a fin de evitar las evidentes amenazas a su existencia. La impresión de afiches contra la guerra se discontinuó, y se almacenaron muchos volantes y declaraciones antibélicas, así como la propaganda antibélica también dejó de ser parte de la política oficial del sindicato. Luego de mucha discusión en la Mesa General Ejecutiva, con Haywood abogando por un bajo perfil y con el miembro del GEB Frank Little impulsando la continuación de la agitación, Ralph Chaplin gestionó un acuerdo entre las partes. Se hizo una declaración denunciando la guerra, pero se aconsejó a los miembros de la IWW de que canalizasen sus esfuerzos contra el mecanismo legal de la conscripción militar obligatoria. Se les recomendó que al registrarse en el padrón, lo hiciesen bajo protesta y reclamando una exoneración con la notación "IWW, opositor a la guerra."
A pesar de que la IWW había moderado su oposición públicamente, los principales medios de prensa y el gobierno de los EE.UU. pusieron a la opinión pública en contra de la IWW. Frank Little, el miembro más activo en declarase contra la guerra, fue linchado en Butte, Montana en agosto de 1917, cuatro meses después de que había sido declarada.
El gobierno utilizó la Primera Guerra Mundial como una oportunidad para destrozar a la IWW. En septiembre de 1917, agentes del Departamento de Justicia de los Estados Unidos realizaron redadas en 48 mítines de la IWW a través del país. En 1917, 165 líderes de la IWW fueron arrestados por asociación ilícita para estorbar la conscripción, alentar la deserción e intimidar a otras personas en cuestiones de disputas laborales, encuadrándose en la nueva ley de espionaje: el Espionage Act. De estos, 101 comparecieron ante el tribunal del juez Kenesaw Mountain Landis en 1918. 
Todos fueron condenados, incluso aquellos que no habían sido miembros durante varios años, llegando a haber condenas de hasta 20 años de prisión. Dejado en libertad bajo fianza, Haywood se radicó en la Unión Soviética, donde permaneció hasta su muerte.
En su libro de 1918, "The Land That Time Forgot," Edgar Rice Burroughs describe a un miembro de la IWW como un villano particularmente despreciable y un traidor. Tal ola de instigaciones y guerra psicológica llevó a las turbas de ciudadanos indignados a atacar a la IWW en varios sitios, y luego de la guerra, la represión continuó. En Centralia, Washington el 11 de noviembre de 1919, el integrante de la IWW y veterano de guerra Wesley Everest fue entregado por sus guardiacárceles a la multitud para ser linchado brutalmente, quebrándole sus dientes a culatazos, castrándolo y linchándolo tres veces en tres localidades diferentes, siendo finalmente acribillado su cadáver a balazos y enterrado en una fosa común. El informe oficial adujo "suicidio" como causa de la muerte de Everest.
Los miembros de la IWW fueron perseguidos por las leyes federales y estatales, y por los Palmer Raids (Redadas de Palmer) de 1920 identificando a sus miembros de procedencia extranjera, para su expulsión del país. Por mediados de la década de 1920, debido a la represión gubernamental estaba declinando la cantidad total de asociados y esta situación se agravó sustancialmente durante el cisma organizacional por la división entre Westerners ("los del Oeste") y Easterners (los del Este), las disputas entre centralistas y descentralistas y las intentonas del Partido Comunista de dominar la organización. Para 1930 el número de miembros había caído hasta alrededor de 10 000 afiliados.
Una consecuencia de los Palmer Raids fue la confiscación de las cenizas de Joe Hill, entre otras cosas incautadas a los miembros de la IWW. Estas cenizas fueron recobradas bajo el Freedom of Information Act de fines de los años ochenta.

### 1950-2000
Los wobblies continuaron organizando a los trabajadores y obtuvieron mayor presencia entre las metalúrgicas de Cleveland, Ohio por la década de 1950. Luego de la aprobación del Taft-Hartley Act por el gobierno en 1950, que llamaba a la eliminación del liderazgo sindical comunista, la IWW experimentó una pérdida de afiliados al surgir diferencias sobre como responder al reto. La sección metalmecánica de Cleveland abandonó la Unión, siendo este la mayor deserción masiva que sufriría en su historia.

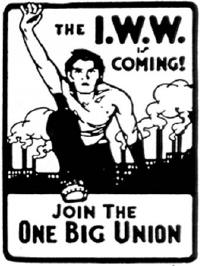
Afiche de la IWW.

El número de afiliados llegaría a su más bajo nivel en los '50, pero en los '60, el movimiento por los derechos civiles (Civil Rights Movement), las protestas antibélicas y los diversos movimientos estudiantiles universitarios dieron nueva vida a la IWW, pero creció con muy pocos miembros nuevos, lejos de los niveles de afiliación de principios del siglo XX.
Desde la década del '60 hasta la de los '80, la IWW hizo diversas campañas organizativas. Su afiliación incluyó a miembros de cooperativas y empresas autogestionarias, en especial del rubro de la industria gráfica: Red & Black (Detroit), Lakeside (Madison, Wisconsin), and Harbinger (Columbia, South Carolina). La Universidad Cellar, una librería universitaria sin fines de lucro de estudiantes de la Universidad de Míchigan, fue por algunos años el mayor colectivo laboral organizado afiliado a la IWW con cerca de un centenar de trabajadores. En la década del '60, Rebel Worker se publicaba en Chicago por los surrealistas Franklin y Penelope Rosemont. Una edición fue publicada en Londres con Charles Radcliffe que se integró luego en la Internacional Situacionista. Durante la década de 1980, Rebel Worker era publicado como el vocero oficial de la sección de Chicago, mientras que se editaba un boletín informativo para el área de Nueva York; también se editó un disco de música: "Rebel Voices".
En la década de 1990 la IWW participó de varios conflictos laborales y por la libertad de expresión (free speech fights), incluyendo el de Redwood Summer, y el piquete de Neptune Jade en el puerto de Oakland a fines de 1997.
Las campañas de la IWW en años recientes han abarcado una muy importante para organizar a Borders Books en 1996, una huelga en el Lincoln Park Mini Mall de Seattle, las organización en los conflictos de Wherehouse Music, Keystone Job Corps, la organización de la comuna ACORN, varios homeless y centros juveniles en Portland, Oregón, trabajadoras sexuales, talleres de reciclado en Berkeley, California. Los miembros de la IWW han estado activos en la construcción, transporte marítimo, astilleros, empresas con tecnologías de punta, hoteles y restaurantes, organizaciones de interés público, escuelas, universidades, centros de reciclado, ferrocarriles, mensajería en motocicleta y aserraderos.

### Actualidad

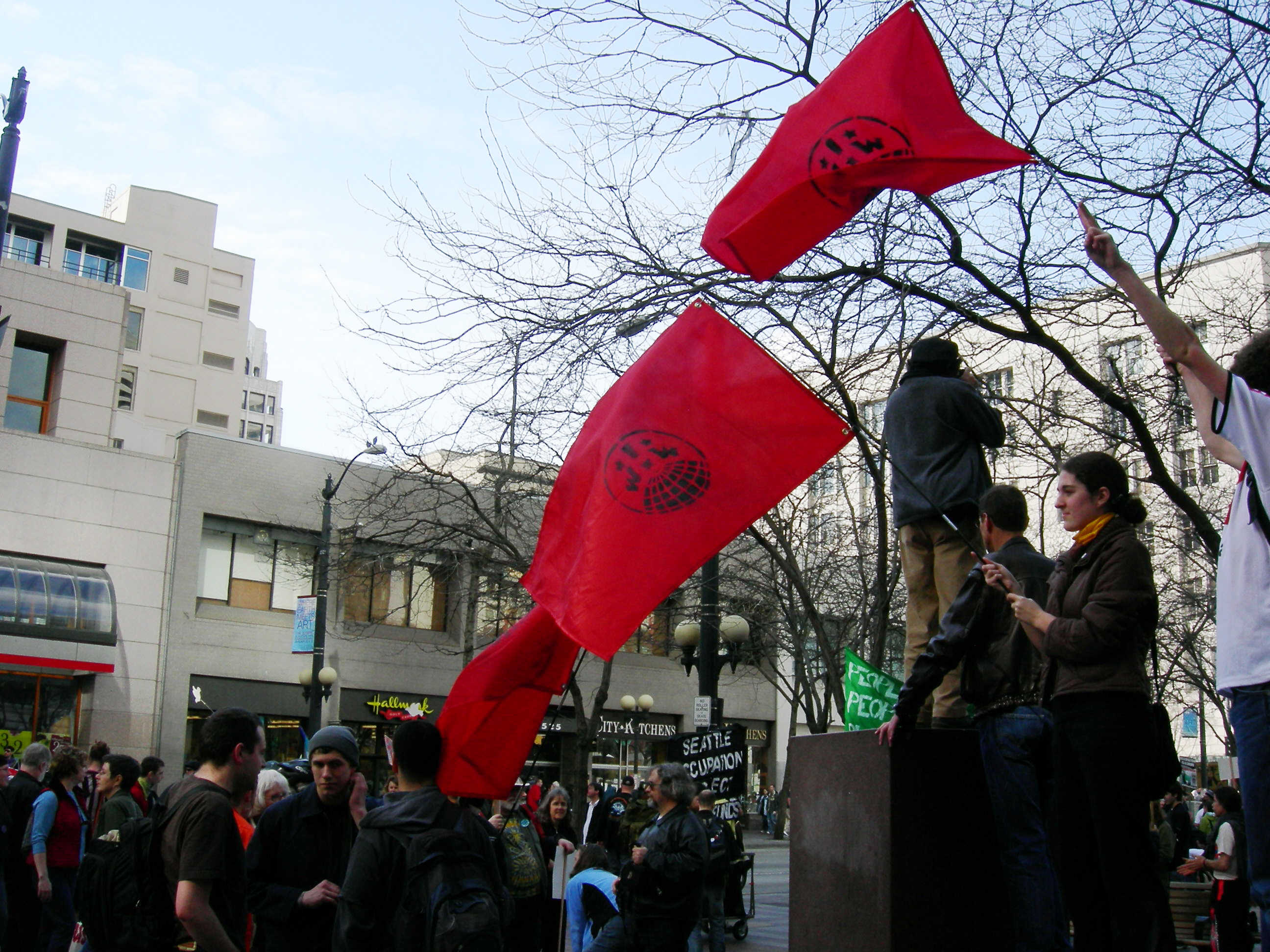
Bloque de la IWW en una manifestación antibélica en Seattle, 2007.

La IWW sigue siendo un sindicato activo hoy. En los 90 la IWW experimentó un mayor renacimiento, y es ahora uno de los sindicatos en Norteamérica (Estados Unidos, Canadá) con mayor crecimiento, así como la mayor organización en esta nación de orientación socialista libertaria, aunque no deja de ser un sindicato bastante pequeño en comparación con lo que era antes y con otros sindicatos actuales.
Actualmente sus campañas están principalmente dirigidas a trabajadores de la industria con bajos salarios. Desde inicios de la década del 2000, la IWW organizó a los trabajadores de la fábrica de indumentaria Stonemountain and Daughter Fabrics, de Berkeley. En el 2005 la IWW se convirtió en el primer sindicato estadounidense en lograr sindicalizar una tienda de café de la cadena Starbucks en la ciudad de Nueva York y Chicago.
En septiembre de 2004, la IWW organizó a los camioneros en Stockton, California. Luego de una huelga, obtuvieron gran parte de las demandas. Sin embargo, a pesar de estas tempranas victorias, el sindicato dejó de existir a mediados de 2005.
En Chicago la IWW comenzó a organizar la mensajería en dos ruedas, obteniendo algún éxito.
Entre 2003 y 2006, la IWW organizó a los miembros de cooperativas de alimentos en Seattle, Washington y Pittsburgh. El reciclado y recolección de residuos en la ciudad de Berkeley se realiza por medio de dos empresas organizadas por la IWW.
En Nueva York la IWW ha estado organizando a los trabajadores inmigrantes en la industria de la alimentación desde 2005. En estos despachos de alimentos, la paga es baja y discontinua, y la IWW organizó a los trabajadores de Handyfat Trading y de otros establecimientos.
En mayo de 2007 los trabajadores de la alimentación de Nueva York se unieron a los de la Starbucks Workers Union para conformar The Food and Allied Workers Union IU 460/640. En el verano de 2007, la IWW siguió la campaña incorporando a más trabajadores de empresas del ramo: Flaum Appetizing (distribuidor de comida Kosher), y Wild Edibles (alimentos marinos). Durante el curso de 2007-08, los trabajadores de estas empresas fueron ilegalmente despedidos por su actividad gremial. En 2008, los trabajadores de Wild Edibles lucharon activamente por la reincorporación y el pago de salarios impagos por el dueño.
También la IWW estuvo participando de las protestas contra la guerra de Irak, además de organizar un boicot a la Coca Cola.
En 2006 la IWW mudó sus oficinas centrales a Cincinnati, Ohio. Ese año la IWW organizó a Landmark Shattuck Cinemas. 
El 5 de julio de 2008, miembros de la IWW de Starbucks Workers Union en Míchigan y de la Confederación Nacional del Trabajo (CNT) en Sevilla, organizaron un día de acción global de protesta contra los ataques a los miembros del sindicato Starbucks y el ataque con armas de fuego contra dos de sus miembros, realizando piquetes en una docena de ciudades.
La membresía actual de la IWW ronda actualmente los 11000 afiliados, con la mayoría de estos en los Estados Unidos, y algunos otros en Australia, Canadá, Irlanda, y el Reino Unido.

## Ideología
Si bien este sindicato revolucionario comparte algunas ideas y forma de organización con el anarcosindicalismo y con el De Leonismo, nunca ha establecido oficialmente su filiación ideológica. Aceptan miembros sin discriminación ideológica siempre que respeten los estatutos organizacionales. Promueve la libertad sindical, democracia directa desde la organización de base, y fomenta el cooperativismo a través de algunas empresas autogestionadas. Una de sus consignas históricas ha sido la abolición de lo que ellos denominan esclavitud del salario.

## Miembros notables
Entre los miembros notables de la IWW se encuentran: Lucy Parsons; Helen Keller; Joe Hill; Ralph Chaplin; Tom Morello; Ricardo Flores Magón; James P. Cannon; James Connolly; Jim Larkin; Paul Mattick; Bill Haywood; Ben Fletcher; Eugene V. Debs; Elizabeth Gurley Flynn; Sam Dolgoff, Monty Miller; Lala Hardayal; Frank Little; Roger Nash Baldwin; Eugene O'Neill; Harry Bridges; Gary Snyder; los poetas australianos Harry Hooton y Lesbia Harford; el antropólogo David Graeber; el artista gráfico  Carlos Cortez;  Kenneth Rexroth; los surrealistas Franklin Rosemont; Judi Bari; los músicos Utah Phillips y David Rovics; Jeff Monson; el músico finlandés Hiski Salomaa; James M. Branum; Dorothy Day;Ammon Hennacy; Susanna Johnson. El miembro más famoso de la IWW en la actualidad es Noam Chomsky.  El autor menos conocido (se cumplió su intento de esconder su identidad) era B. Traven.